# Bulldog Drummond
Pour les articles homonymes, voir Drummond.
Bulldog Drummond est un personnage de fiction britannique imaginé par l’écrivain Herman Cyril McNeile (1888-1937) dans une série d'une vingtaine de romans policiers publiés sous le pseudonyme de Sapper.

## Biographie
Drummond est un capitaine vétéran de la Première Guerre mondiale, « bâti en hercule (d'où le surnom de « Bulldog » acquis pendant la guerre) » qui, à la fin du conflit, consacre son nouveau temps libre retrouvé comme détective privé. Quant à la personnalité de ce héros, elle n'est, selon Claude Mesplède, « guère reluisante : suffisant, réactionnaire, chauvin et xénophobe, il est souvent amené à affronter des étrangers. Les membres de la Bande noire [dans le roman éponyme] iront même jusqu'à faire irruption dans une réunion clandestine et fouetter les Sémites ». L'antisémitisme est effet une autre des valeurs suspectes véhiculées par les aventures de ce héros britannique de l'entre-deux-guerres.
Le personnage est apparu dans le roman Bulldog Drummond (1920), qui a été suivi par une longue série de livres et d'adaptations pour le cinéma, la radio et la télévision.
Les romans connaissent un grand succès dans les années 1920 et attirent rapidement l'attention des producteurs de cinéma. Les deux premières adaptations cinématographiques sont réalisées au temps du cinéma muet en Angleterre, puis Ronald Colman fait passer le personnage à la postérité en l’interprétant dans deux films.
Après la mort de H. C. McNeile en 1937, son ami Gerard Fairlie poursuit l'écriture d'histoires basées sur le personnage.
Bulldog Drummond est incarné à l’écran entre autres par Jack Buchanan, Ronald Colman, John Howard, Walter Pidgeon et Richard Johnson.

## Œuvres littéraires signées du pseudonyme Sapper où apparaît Bulldog Drummond

### Romans
- Bulldog Drummond (1920), par McNeile Publié en français sous le titre Le Capitaine Drummond, Paris, La Renaissance du Livre, coll. « Le Disque rouge », 1933
- The Black Gang (1922), par McNeile Publié en français sous le titre La Bande noire, Paris, Gallimard, coll. « Le Scarabée d'or » no 14, 1938
- The Third Round (1924), par McNeile Publié en français sous le titre Le Troisième Round, Paris, Gallimard, coll. « Détective » no 58, 1936
- The Final Count (1926), par McNeile Publié en français sous le titre La Dernière Carte, Paris, Gallimard, 1941
- The Female of the Species (1928), par McNeile
- Temple Tower (1929), par McNeile Publié en français sous le titre La Tour du temple, Paris, Gallimard, coll. « Le Scarabée d'or » no 8, 1937
- The Return of Bulldog Drummond (1932), par McNeile
- Knock-Out (1933), par McNeile Publié en français sous le titre Knock-Out, Paris, Gallimard, 1941
- Bulldog Drummond at Bay (1935), par McNeile
- The Challenge (1937), par McNeile Publié en français sous le titre Le Fantôme de l'île de Verda, Paris, Librairie Des Champs Élysées, coll. « Le Masque -Émeraude » no 9, 1938
- Bulldog Drummond on Dartmoor (1938), par Gerard Fairlie
- Bulldog Drummond Attacks (1939), par Fairlie
- Captain Bulldog Drummond (1945), par Fairlie
- Bulldog Drummond Stands Fast (1947), par Fairlie
- Hands Off Bulldog Drummond (1949), par Fairlie
- Calling Bulldog Drummond (1951), par Fairlie
- The Return of the Black Gang (1954), par Fairlie
- Deadlier Than the Male (1966), par Henry Reymond, d'après l'histoire originale de Jimmy Sangster
- Some Girls Do (1969), par Henry Reymond, basé sur le script de David Osborn et Liz Charles-Williams du film Some Girls Do

### Nouvelles
- The Mystery Tour (1937)
- Lonely Inn (1937), aussi titré Bulldog Drummong at Lonely Inn Publié en français sous le titre Pas de chambre libre à la Solitude, Paris, Fayard, Le Saint détective magazine no 20, octobre 1956
- The Oriental Mind (1937)
- Wheels Within Wheels (1937)
- Thirteen Lead Soldiers (1937)
- Bulldog Drummond Steps In (1956), publication posthume Publié en français sous le titre Bulldog Drummond intervient, Paris, Fayard, Le Saint détective magazine no 23, janvier 1957

### Théâtre
- Bulldog Drummond (1925), par Gerald du Maurier et McNeile
- Bulldog Drummond Hits Out (1937), pièce de théâtre inachevée

## Filmographie
- Bulldog Drummond (it) (1923)[réf. nécessaire] (film muet)
- Bulldog Drummond's Third Round (1925) (film muet)
- Bulldog Drummond (1929)
- Temple Tower (1930)
- The Return of Bulldog Drummond (1934)
- Le Retour de Bulldog Drummond (Bulldog Drummond Strikes Back) (1934)
- Bulldog Jack (1935)
- Bulldog Drummond's Revenge (1937)
- Bulldog Drummond at Bay (1937)
- Bulldog Drummond Comes Back (1937)
- Bulldog Drummond Escapes (1937)
- Bulldog Drummond in Africa (1938)
- Bulldog Drummond's Peril (1938)
- Bulldog Drummond's Secret Police (1939)
- Arrest Bulldog Drummond (1939)
- Bulldog Drummond's Bride (1939)
- Bulldog Sees It Through (1940)
- Bulldog Drummond Strikes Back (1947)
- Bulldog Drummond at Bay (1947)
- The Challenge (1948)
- 13 Lead Soldiers (1948)
- Le Retour de Bulldog Drummond (Calling Bulldog Drummond) (1951)
- Plus féroces que les mâles (Deadlier Than the Male) (1967)
- Some Girls Do (1969)

## Source
- Claude Mesplède, Dictionnaire des littératures policières, vol. 2 : J - Z, Nantes, Joseph K, coll. « Temps noir », 2007, 1086 p. (ISBN 978-2-910-68645-1, OCLC 315873361), p. 717-718 (Notice sur Sapper).